# قنا تحتاني
قنا تحتاني قرية سوريّة تتبع إداريّاً لمحافظة حلب منطقة منبج ناحية أبو قلقل، بلغ تعداد سكانها 456 نسمة حسب التعداد السكاني لعام 2004.